# HMS Echo (H87)
L'HMS Echo és el primer de dos vaixells multitasca d'investigació hidrogràfica que la Royal Navy va encarregar. Juntament amb el seu vaixell besó, l'HMS Enterprise, formen els vaixells d'investigació de la classe Echo. Va ser construït a les drassanes d'Appeldore a Devon l'any 2002, i és el novè vaixell de la Royal Navy que porta el mateix nom.

## Disseny
L'Echo i l'Enterprise són els primers vaixells de la Royal Navy que porten instal·lats propulsors azimutals. Tant els propulsors azimutals com els propulsors de maniobra es poden controlar a través del Sistema Integrat de Navegació (Integrated Navigation System) mitjançant un joystick, proporcionant així una gran maniobrabilitat. El control complet de la planta generadora, així com la seva monotorització, que inclou la propulsió, i també els sistemes auxiliars del tanc i del control de danys, estan integrats en la plataforma de gestió, la qual és accessible arreu del vaixell.

## Funció
L'Echo i el seu vaixell besó estan dissenyats per dur a terme operacions d'investigació, donant suport en operacions submarines o amfíbies. Pot proporcionar informació ambiental feta a mida gairebé en temps real i, en un paper secundari, fer de plataforma per a tasques de contramesures a mines, pel que pot embarcar un equip d'antimines.

## Tripulació
L'Echo treballa amb un sistema de recursos humans basat en una rotació de tres torns. La tripulació total és de 72 mariners, amb dos terços de la tripulació embarcats en tot moment. El cicle de treball és de 75 dies seguit d'un cicle de 30 dies lliures que permet als mariners tornar a casa quan s'han de dur a terme missions de llarga durada.

## Història operacional
L'Echo va ser noliejat el 2 de març del 2002 i va ser batejat el 4 de març per Lady Haddacks, muller del Vicealmirall Sir Paul Haddacks. Va entrar en servei el 4 d'octubre del 2002 i formalment comissionat el 7 de març del 2003.

### 2002–2010
L'Echo va ser desplegat al Golf Pèrsic per realitzar operacions d'investigació l'any 2004 i va retornar al Regne Unit l'abril del 2005.
Explotant el seu sistema rotacional de personal, l'Echo es va desplegar en una missió de cinc anys de durada a l'Extrem Orient, per fer una investigació oceànica i visites diplomàtiques.
L'agost del 2008, va visitar Hong Kong, on el seu oficial de comandament va donar els seus respectes al cementiri militar d'Stanley. A l'octubre del mateix any, va visitar Busan per la Revista Internacional de la Flota de la República de Corea. Altres visites que va realitzar van ser a Bangladesh, Malàisia, Singapur, Brunei i Indonèsia.

### 2011–present
El febrer del 2012, es va veure a l'Echo visitar les Seychelles per prendre part en un entrenament antipirateria amb la Guàrdia Costanera de les illes. La visita va incloure una aturada a la seva capital, Victòria. L'agost del 2012, el vaixell va tornar a Devonport després d'estar gairebé un any i mig fora. En aquest temps va estar a l'Orient Mitjà i a l'Extrem Orient i va obrir foc contra un suposat vaixell pirata de Somàlia.
El juliol del 2013, l'Echo va estar a la Mediterrània central explorant les aproximacions als ports de Trípoli i Khoms a la costa de Líbia per millorar les cartes de l'Almirallat de la zona. Va estar buscant naufragis que podrien ser perillosos per a la navegació. En deu dies va trobar els naufragis d'un creuer, dos vaixells mercants, una llanxa de desembarcament, dos vaixells pesquers, dues barcasses i dos grans pontons enfonsats. També va trobar, com a mínim, mitja dotzena de contenidors perduts. La llanxa de desembarcament es creu que era l'Ibn Qis de la classe Polnocny de la marina de Líbia, la qual es va cremar en un exercici l'any 1978.
El 20 de març del 2014, l'Echo es trobava al Golf Pèrsic quan va ser redesplegat a una àrea a uns 2.400 km al sud-est de Perth, Austràlia Occidental, en recerca de l'avió perdut de les Aerolínies de Malàisia MH370 en resposta a la petició de les autoritats australianes feta al Ministeri de Defensa britànic. Previ a això, es trobava en mig del desplegament de 18 mesos «per millorar les cartes fetes servir pels navegants a tot el món». D'acord amb el programa del vaixell, li hagués tocat fer la investigació hidrogràfica del golf fins al seu retorn al Regne Unit a finals de l'any 2014.

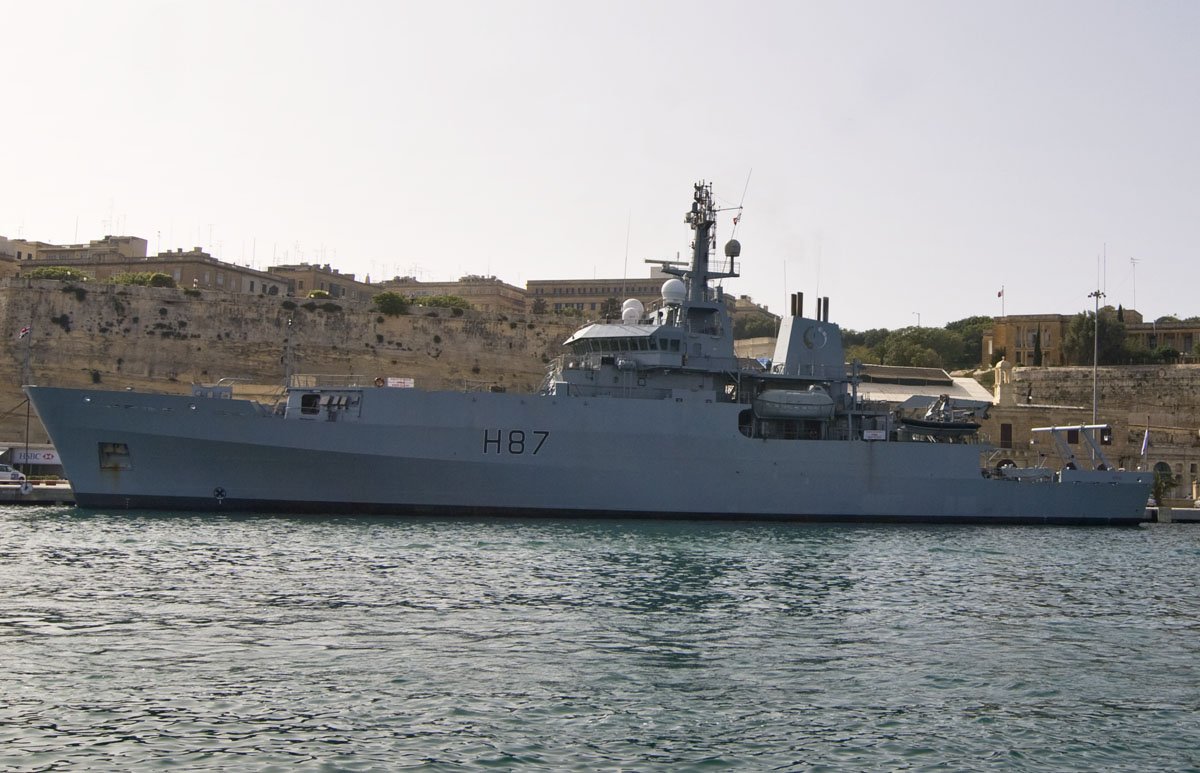
L'HMS Echo prop de la Valeta, Malta, abril de 2008
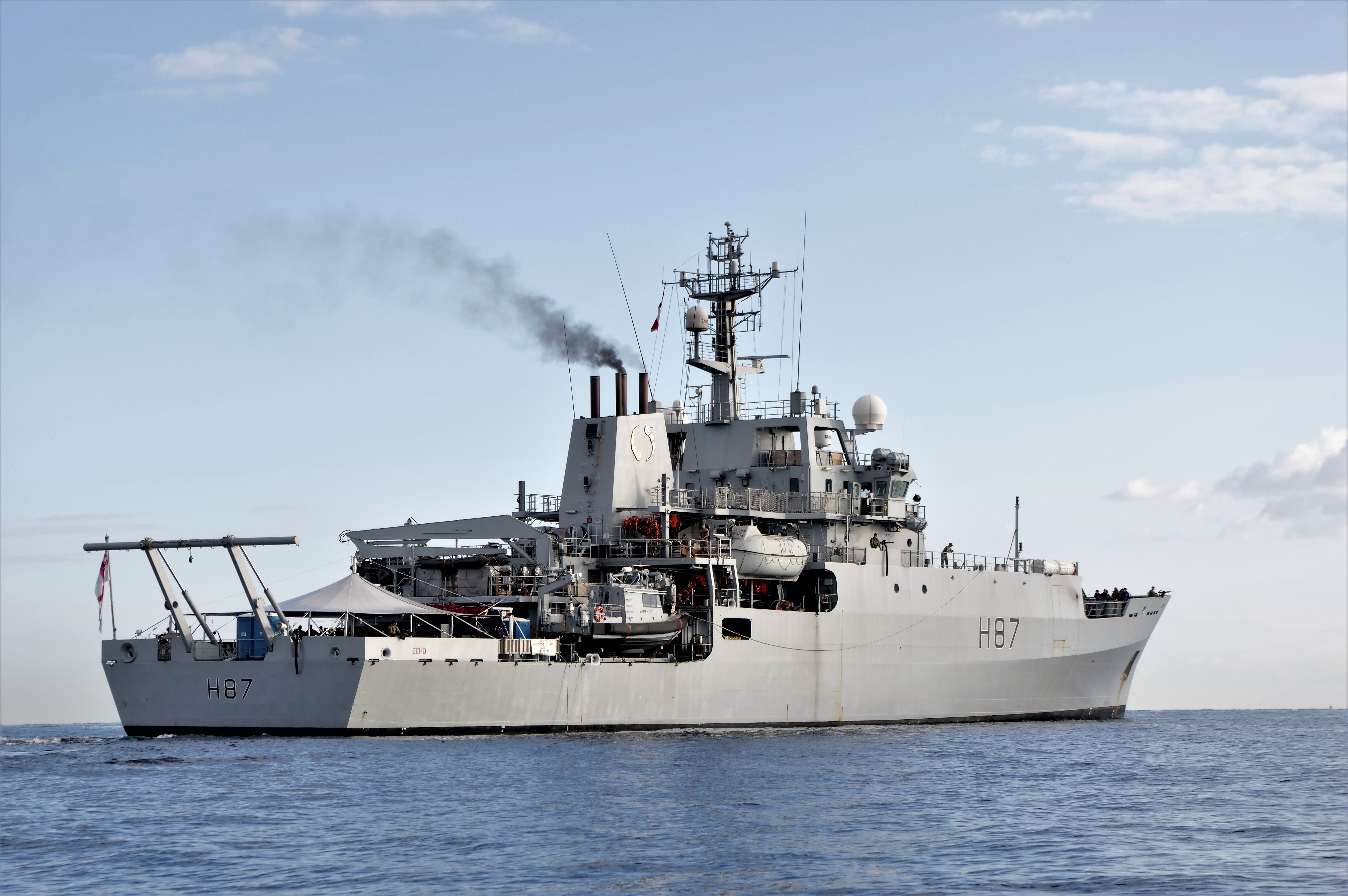
L'Echo prop de la Valeta, 2016
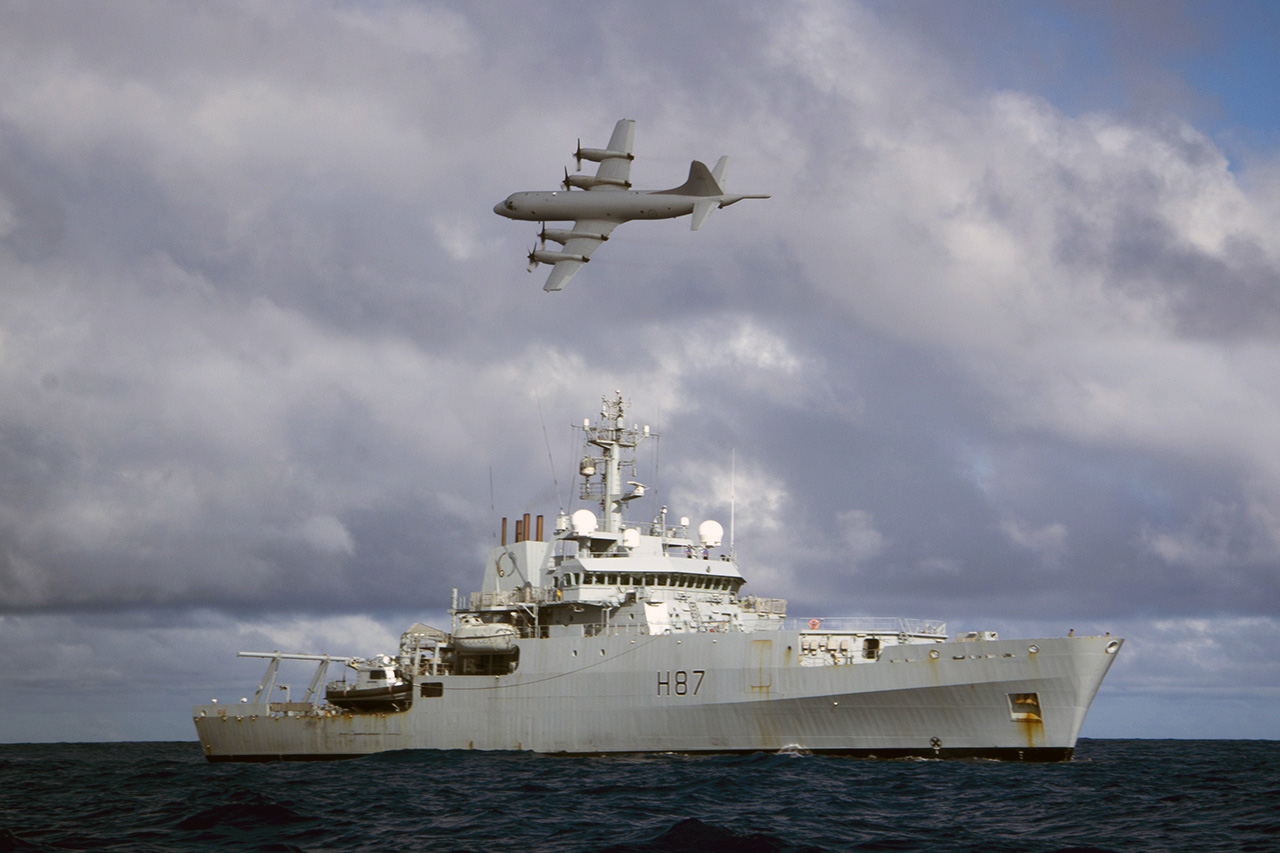
Un AP-3C Orion australià vola sobre l'Echo durant la recerca del MH370 l'abril de 2014

El gener del 2016, l'Echo es trobava operant a les aigües del Regne Unit en tasques de protecció pesquera mentre l'HMS Mersey estava desplegat al Carib.
L'Echo va partir de Devonport el 4 de novembre del 2016 per rellevar l'HMS Enterprise en tasques de patrulla de migració al Mediterrani.
El 21 de novembre del 2018, el secretari de defensa del Regne Unit va anunciar que l'Echo es desplegaria a la mar Negra l'any 2019 en suport a Ucraïna per mantenir la llibertat de la navegació. El 21 de desembre va rebre la visita, al port d'Odessa, del secretari de Defensa Gavin Williamson.